# Comté de Pope (Illinois)
Pour les articles homonymes, voir Comté de Pope.
Le comté de Pope est un comté situé dans l'État de l'Illinois, aux États-Unis. En 2000, sa population est de 4 413 habitants. Son siège est Golconda.